# Jesse Colin Young
Jesse Colin Young (Queens, 22 novembre 1941 – Aiken, 16 marzo 2025) è stato un cantautore e chitarrista statunitense.

## Biografia
Fondatore del gruppo rock The Youngbloods, intraprese, parallelamente, una carriera solista. La sua musica attingeva a tutti i generi della sua terra natia come Folk, Blues, Rock e perfino Jazz e veniva amalgamata con spirito pop con ottimi risultati impreziosita dalla sua voce melodica quasi tenorile che lo rendeva riconoscibile al primo ascolto.
Il suo primo lavoro, The Soul Of A City Boy, fu considerato dalla critica uno dei primi esempi di musica d'autore folk americana.
Nel 1967 Colin Young e il suo complesso realizzarono Get Together, brano che raggiunse la quinta posizione nella classifica Billboard Hot 100.
Agli inizi degli anni Settanta il musicista newyorkese aprì uno studio di registrazione in California. Incise Song for Juli, il disco che lo consacrò al grande pubblico come autore folk-rock.
Collaborò con i Crosby, Stills, Nash & Young e partecipò, nel 1978, al concerto No Nukes.
Negli anni novanta aprì una sua etichetta con la quale autoprodusse gli ultimi lavori.
Morì nel 2025 all'età di 83 anni.

## Discografia
- 1969: Elephant Mountain
- 1972: Together
- 1973: Song for Juli
- 1974: Soul of a City Boy
- 1974: Light Shine
- 1975: Songbird
- 1976: On the Road
- 1977: Love on the Wing
- 1978: American Dreams
- 1982: The Perfect Stranger
- 1987: The Highway is for Heroes
- 1994: Swept Away
- 1995: Crazy Boy
- 1996: Sweetwater
- 2002: Songs for Christmas
- 2003: Walk the Talk
- 2004: Living in Paradise